# 라쿤독
라쿤독(ラクーンドッグ, Raccoon Dog)은 일본의 성우 프로덕션이다. Pro☆Fit이 사업을 철수함에 따라 오카모토 노부히코가 매니저를 비롯한 프로핏 직원들과 함께 설립하였고 프로핏 소속 성우 34명이 2022년 4월 1일부로 이적하였다.

## 소속 성우

### 남성
- 마스오카 타로
- 마츠오카 요헤이
- 미네 켄이치
- 세키 코우지
- 소우마 코이치
- 스기사키 료
- 시오야 요쿠
- 오카모토 노부히코
- 츠다 타쿠야
- 카와다 유우
- 코바야시 켄스케
- 키리아케 쇼
- 타카하시 신야
- 호리에 슌

### 여성
- 나가츠마 쥬리
- 나카네 쿠미코
- 마나카 케이코
- 마스 노조미
- 모리사와 후미
- 미야케 마리에
- 사카이 미사노
- 슈토 유키나
- 오오시마 미사키
- 오카다 사치코
- 이와미 마나카
- 이이다 히카루
- 코모리 마나미
- 키토 아카리
- 타나카 토모미
- 타카모리 나츠미
- 타카야나기 토모요
- 파이루즈 아이
- 하세가와 이쿠미
- 하즈키 리에
- 히시카와 하나
- 이쿠타 리라